# Ізабелла Чен
Ізабелла Чен (кит.: 程念慈; піньїнь: Chéng Niàncí; Вейд-Джайлз: Cheng Nian-tzu; нар. 17 вересня 1970), також відома як Чен Нянцзи— китайська розвідниця. Агентка Бюро національної безпеки Республіки Китай (Тайваню).
Чен закінчила Інститут політології Національного університету Тайваню, у 1986 році здобула ступінь магістра політології. Привернула увагу громадськості, коли її стосунки з Дональдом Кейзером, службовою особою Державного департаменту США, стали частиною кримінальної справи проти Кейзера — у 2005 році Кейзер визнав свою вину у брехні про стосунки та у несанкціонованому зберіганні таємних документів. Кейзер, однак, не звинувачувався у шпигунстві. Чен працювала в Тайбейському економічному та культурному представництві у Вашингтоні, але з тих пір була відкликана в Тайвань. 